# Kerk van Højer
De Kerk van Højer (Deens: Højer Kirke) is de parochiekerk van de Deense Volkskerk in Højer in de gemeente Tønder.

## Geschiedenis
De Kerk van Højer is waarschijnlijk het eerste en oudste kerkgebouw van de streek. Het oudste deel van de kerk dateert vermoedelijk uit circa 1100. Oorspronkelijk bestond het gebouw uit een kerkschip, koor en apsis, maar de huidige kerk bestaat uit een romaans kerkschip, een laat-romaanse koor en vier gotische toevoegingen: twee transeptachtige kapellen aan het oostelijke eind van het kerkschip, een voorportaal naast de zuidelijke ingang en een westelijke toren. De kleine sacristie dateert uit 1748.
Het kerkschip bestaat uit verschillend bouwmateriaal: onder graniet, daarboven kloostermoppen en tufsteen. Door de eeuwen heen werd de grond van het omringende kerkhof voortdurend verhoogd, waardoor de granieten sokkel van de kerk nu onder de grond ligt. Tot 1554, toen de eerste zeedijk werd aangelegd, bood het ophogen van de grond rond de kerk de enige bescherming tegen de zee. De kerk bezat oorspronkelijk een balkenplafond, maar in de jaren 1200 werden er gewelven ingebracht.
Voor de gotische aanbouw werd vermoedelijk ook bouwmateriaal gebruikt van de Kerk van Anflod bij Rudbøl, die bij de vloed van 1436 gedeeltelijk werd verwoest. De parochie van Anflod werd toen bij de parochie van Højer gevoegd.
Het jaartal 1781 op de zuidelijke kant van de bakstenen toren verwijst naar een algehele restauratie van de kerk. De twee windvanen op de toren dragen het het jaartal 1738 en het monogram van koning Christiaan VI. In de toren hangen twee klokken uit 1897 die door de plaatselijke bank werden geschonken.
De kerk werd in 2009 grondig gerestaureerd. 

## Interieur

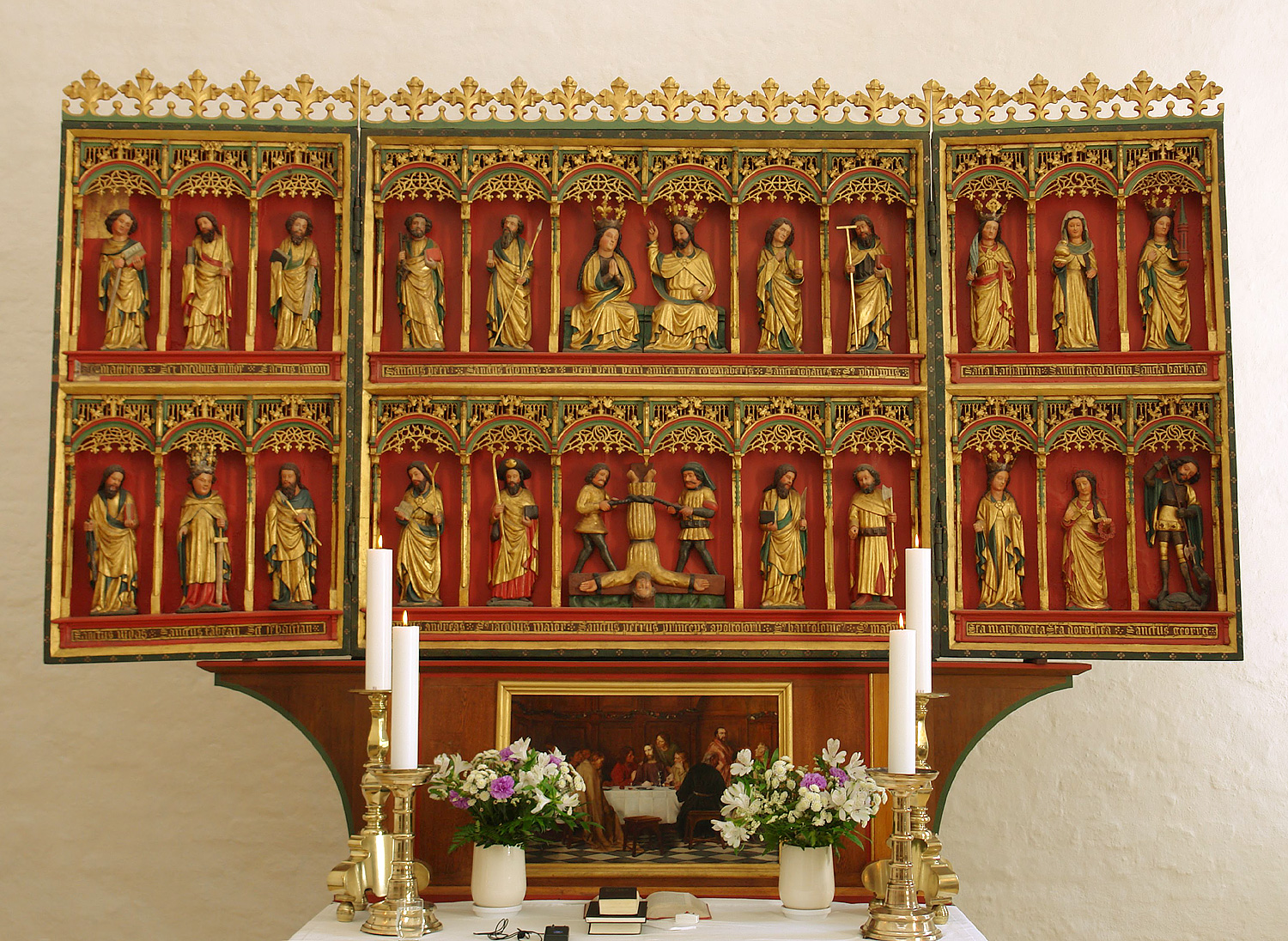
Gotisch vleugelaltaar (circa 1425)

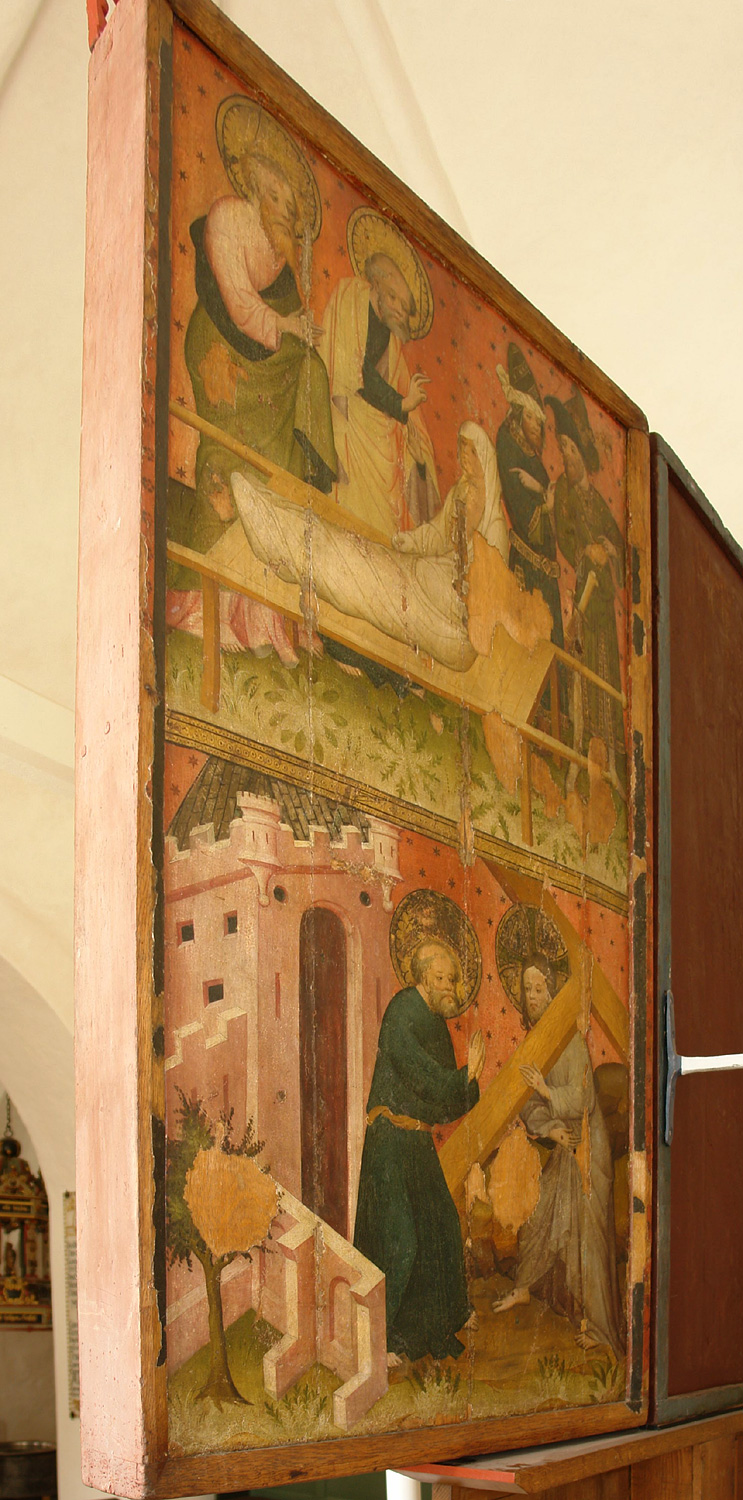
Achterzijde rechter vleugelaltaar

De sinds de restauratie van 2009 over de oude vloer gelegde nieuwe vloer van geelkleurige klinkers in visgraatmotief vormt het verbindende element van het interieur.
Het altaarstuk van de kerk is een gotisch, waarschijnlijk uit Lübeck stammend, vleugelaltaar uit circa 1425. Het bevat een dubbel rij beelden met centraal de kroning van Maria en daaronder de met het hoofd naar beneden gekruisigde Petrus. De andere beelden betreffen de evangelisten, de apostelen en verschillende heiligen. De kleurstelling van het altaarstuk dateert van de restauratie in 1906. Tegelijkertijd werd in de predella een kopie van Eduard von Gebhardt's beroemde Laatste Avondmaal geplaatst. De lege stoel tussen de apostelen nodigt de toeschouwer uit om deel te nemen aan het Heilig Avondmaal.
Vroeger werd het altaar gesloten tijdens de vastenperiode. De voorstellingen van de achterkant van de altaardeuren tonen scènes uit het leven van de apostel Petrus. Het geheel is nog geheel origineel en beschadigingen bleven bij de laatste restauratie in 2009 opzettelijk behouden. In gesloten toestand zijn de volgende scènes te zien: Petrus wordt door een engel uit de gevangenis bevrijd; de opwekking Tabitha; de vlucht en val van Simon de Magiër; Petrus vlucht uit Rome en de verschijning van Jezus met het kruis op zijn schouders (Quo vadis?). Het prachtige altaarstuk verbleef 44 jaren (1862-1906) in een vochtige ruimte in de toren achter het orgel, waar het verslofte omdat het te katholiek werd geacht voor de protestantse kerk. Oorspronkelijk was de achtergrond van het altaarstuk geheel belegd met bladgoud.
Het grote schilderij van Jezus in de hof van Gethsemane in het noordelijke transept vormde het altaarstuk in de periode 1862-1906.
Voor de nogal smalle koorboog hangt een grote laat-romaanse kruisigingsgroep uit circa 1250. De levensgrote gekruisigde Christus draagt hier de koningskroon. Onder het kruis staan de beelden van Maria en Johannes. Rond het kruis bevinden zich ontspruitende knoppen als teken dat het leven via het kruis wordt voortgezet. Aan de noordelijke muur van het koor hangt nog een gotisch kruisbeeld. In de noordelijke dwarsbeuk bevindt zich een kleiner processiekruis met de inscriptie INRI uit circa 1500. Helaas werd het corpus van het kruis in 1995 gesloten. In het jaar 2000 werd door de lokale kunstenaar Peder Evald Madsen een vervangende crucifix gemaakt. Het nieuwe kruisbeeld werd aan de zuidelijke muur van het kerkschip opgehangen, waar het vorige origineel vroeger hing.
Het romaanse doopvont dateert uit ongeveer 1250 en is gemaakt van zwarte kalksteen uit het Belgische Namen. De barokke lantaarn boven het doopvont met de voorstelling van Johannes die Jezus doopt stamt uit 1685.
De preekstoel dateert uit 1956 en betreft een eigentijdse reconstructie van de oude preekstoel uit 1591. De zeven reliëfs aan de kuip stammen van de oude preekstoel en beelden scènes uit het Nieuwe Testament uit: de Annuciatie, de Geboorte van Jezus, de Doop, de Kruisiging, de Opstanding, de Hemelvaart en de Nederdaling van de Heilige Geest. De bogen boven de reliëfs en de flankerende zuiltjes werden in 2009 in het kader van de restauratie geplaatst. Aan de muur achter het orgel hangt de voormalige kansel uit het jaar 1842, die door de nieuwe uit 1956 werd afgelost.
De fresco's van lelie-motieven in de noordelijke transeptarm werden door de in Zuid-Jutland bekende Lelie-meester uitgevoerd. Ze werden in 1985 gerestaureerd.

## Orgel
De kerk kreeg voor het eerst een orgel in 1679. Het huidige orgel werd in 1894 gebouwd door Marcussen & Søn, Aabenraa, terwijl de laatbarokke orgelkas uit 1752 dateert, toen de kerk een tweede orgel kreeg. Aan de noordelijke muur van de toren hangen de panelen van de galerij waarop het orgel tot voor de restauratie in 2009 stond. Ze dateren uit 1730 en betreffen voorstellingen van Jezus. Het orgel staat tegenwoordig gelijkvloers met het kerkschip in de torenruimte en werd iets meer naar voren toe geplaatst.